# 1347
Il 1347 (MCCCXLVII in numeri romani) è un anno  del XIV secolo.

## Eventi
- Viene fondato il Pembroke College dell'Università di Cambridge.
- Scoppio dell'epidemia della Peste Nera.
- 25 marzo - Viene fondata la Compagnia di Santa Maria della Croce al Tempio a Firenze.
- 3 agosto - Si conclude con successo l'Assedio di Calais da parte delle truppe di Edoardo III d'Inghilterra.
- 18 settembre - Tregua di Calais: Francia e Inghilterra sottoscrivono nuovamente un breve trattato di pace, anche per far fronte ai danni causati dalla Peste Nera.
- La città di Cuneo passa sotto il dominio Sabaudo.
- Sono compilate le Consignationes beneficiorum diocesis Novariensis, documento fondamentale per gli studi storici novaresi.

## Nati
- 25 gennaio - Dorotea di Montau, mistica tedesca († 1394)
- 27 febbraio - Alberto V d'Este, nobile († 1393)
- 25 marzo - Caterina da Siena, religiosa, teologa e filosofa italiana († 1380)
- 27 marzo - Rupert I di Legnica, nobile polacco († 1409)
- 31 marzo - Federico d'Asburgo, nobile austriaco († 1362)
- 28 luglio - Margherita di Durazzo, sovrana italiana († 1412)
- 29 agosto - John Hastings, II conte di Pembroke, militare inglese († 1375)
- Joan FitzAlan, nobile britannica († 1419)
- Go-Kameyama, imperatore giapponese († 1424)
- Halil Bey, principe ottomano († 1362)
- Marta di Armagnac, nobile († 1378)
- Andrea Moranzone, intagliatore e scultore italiano
- Obizzo da Montegarullo, condottiero italiano († 1415)
- Beatrice del Portogallo, nobile († 1381)
- Elisabetta di Pomerania, nobile tedesca († 1393)
- Riccarda di Schwerin, nobile svedese († 1377)

## Morti
- 10 aprile - Guglielmo di Occam, teologo, filosofo e francescano inglese (n. 1288)
- 29 aprile - Maria di Navarra, principessa (n. 1330)
- 7 luglio - Teodorico VII di Kleve, conte
- 11 luglio - Bartolomeo da San Concordio, scrittore e aforista italiano (n. 1262)
- 1º agosto - Giovanni da Rieti, religioso italiano
- 13 agosto - Giovanna III di Borgogna, nobile (n. 1308)
- 29 settembre - Taddeo Pepoli, politico e giurista italiano
- 11 ottobre - Ludovico il Bavaro, sovrano (n. 1282)
- 20 ottobre - Adolfo II, conte di Mark, conte
- 12 novembre - Giovanni di Viktring, abate austriaco
- 12 novembre - Nicolò da Bruna, vescovo cattolico boemo
- 15 novembre - Giacomo I di Urgell, nobile (n. 1321)
- 20 novembre - Stefano Colonna il Giovane, cavaliere medievale italiano
- 27 novembre - Lippa Ariosti, nobildonna italiana
- Robert Bertrand de Briquebec, militare francese
- Nicola Bertuccio, anatomista italiano
- Corrado I di Oldenburg, nobile tedesco
- Flora di Beaulieu, religiosa francese
- Giovanni XIV di Costantinopoli, politico bizantino
- Samaritana Malatesta, nobildonna italiana
- Ngua Nam Thum, sovrano siamese
- Pietro III di Arborea, sovrano (n. 1314)
- Lorenzo Rusio, veterinario italiano (n. 1288)
- Sang Nila Utama, principe malese
- Lamberto II da Polenta, politico italiano
- Pandolfo da Polenta, politico italiano
- Pietro di Narbona, nobile e vescovo cattolico francese

## Calendario
| Calendario 1347 | Calendario 1347 | Calendario 1347 | Calendario 1347 | Calendario 1347 | Calendario 1347 | Calendario 1347 | Calendario 1347 | Calendario 1347 | Calendario 1347 | Calendario 1347 | Calendario 1347 | Calendario 1347 | Calendario 1347 | Calendario 1347 | Calendario 1347 | Calendario 1347 | Calendario 1347 | Calendario 1347 | Calendario 1347 | Calendario 1347 | Calendario 1347 | Calendario 1347 | Calendario 1347 | Calendario 1347 | Calendario 1347 | Calendario 1347 | Calendario 1347 | Calendario 1347 | Calendario 1347 | Calendario 1347 | Calendario 1347 | Calendario 1347 |
| --------------- | --------------- | --------------- | --------------- | --------------- | --------------- | --------------- | --------------- | --------------- | --------------- | --------------- | --------------- | --------------- | --------------- | --------------- | --------------- | --------------- | --------------- | --------------- | --------------- | --------------- | --------------- | --------------- | --------------- | --------------- | --------------- | --------------- | --------------- | --------------- | --------------- | --------------- | --------------- | --------------- |
|                 | 1               | 2               | 3               | 4               | 5               | 6               | 7               | 8               | 9               | 10              | 11              | 12              | 13              | 14              | 15              | 16              | 17              | 18              | 19              | 20              | 21              | 22              | 23              | 24              | 25              | 26              | 27              | 28              | 29              | 30              | 31              |                 |
| Gennaio         | Lu              | Ma              | Me              | Gi              | Ve              | Sa              | Do              | Lu              | Ma              | Me              | Gi              | Ve              | Sa              | Do              | Lu              | Ma              | Me              | Gi              | Ve              | Sa              | Do              | Lu              | Ma              | Me              | Gi              | Ve              | Sa              | Do              | Lu              | Ma              | Me              |                 |
| Febbraio        | Gi              | Ve              | Sa              | Do              | Lu              | Ma              | Me              | Gi              | Ve              | Sa              | Do              | Lu              | Ma              | Me              | Gi              | Ve              | Sa              | Do              | Lu              | Ma              | Me              | Gi              | Ve              | Sa              | Do              | Lu              | Ma              | Me              |                 |                 |                 |                 |
| Marzo           | Gi              | Ve              | Sa              | Do              | Lu              | Ma              | Me              | Gi              | Ve              | Sa              | Do              | Lu              | Ma              | Me              | Gi              | Ve              | Sa              | Do              | Lu              | Ma              | Me              | Gi              | Ve              | Sa              | Do              | Lu              | Ma              | Me              | Gi              | Ve              | Sa              |                 |
| Aprile          | Do              | Lu              | Ma              | Me              | Gi              | Ve              | Sa              | Do              | Lu              | Ma              | Me              | Gi              | Ve              | Sa              | Do              | Lu              | Ma              | Me              | Gi              | Ve              | Sa              | Do              | Lu              | Ma              | Me              | Gi              | Ve              | Sa              | Do              | Lu              |                 |                 |
| Maggio          | Ma              | Me              | Gi              | Ve              | Sa              | Do              | Lu              | Ma              | Me              | Gi              | Ve              | Sa              | Do              | Lu              | Ma              | Me              | Gi              | Ve              | Sa              | Do              | Lu              | Ma              | Me              | Gi              | Ve              | Sa              | Do              | Lu              | Ma              | Me              | Gi              |                 |
| Giugno          | Ve              | Sa              | Do              | Lu              | Ma              | Me              | Gi              | Ve              | Sa              | Do              | Lu              | Ma              | Me              | Gi              | Ve              | Sa              | Do              | Lu              | Ma              | Me              | Gi              | Ve              | Sa              | Do              | Lu              | Ma              | Me              | Gi              | Ve              | Sa              |                 |                 |
| Luglio          | Do              | Lu              | Ma              | Me              | Gi              | Ve              | Sa              | Do              | Lu              | Ma              | Me              | Gi              | Ve              | Sa              | Do              | Lu              | Ma              | Me              | Gi              | Ve              | Sa              | Do              | Lu              | Ma              | Me              | Gi              | Ve              | Sa              | Do              | Lu              | Ma              |                 |
| Agosto          | Me              | Gi              | Ve              | Sa              | Do              | Lu              | Ma              | Me              | Gi              | Ve              | Sa              | Do              | Lu              | Ma              | Me              | Gi              | Ve              | Sa              | Do              | Lu              | Ma              | Me              | Gi              | Ve              | Sa              | Do              | Lu              | Ma              | Me              | Gi              | Ve              |                 |
| Settembre       | Sa              | Do              | Lu              | Ma              | Me              | Gi              | Ve              | Sa              | Do              | Lu              | Ma              | Me              | Gi              | Ve              | Sa              | Do              | Lu              | Ma              | Me              | Gi              | Ve              | Sa              | Do              | Lu              | Ma              | Me              | Gi              | Ve              | Sa              | Do              |                 |                 |
| Ottobre         | Lu              | Ma              | Me              | Gi              | Ve              | Sa              | Do              | Lu              | Ma              | Me              | Gi              | Ve              | Sa              | Do              | Lu              | Ma              | Me              | Gi              | Ve              | Sa              | Do              | Lu              | Ma              | Me              | Gi              | Ve              | Sa              | Do              | Lu              | Ma              | Me              |                 |
| Novembre        | Gi              | Ve              | Sa              | Do              | Lu              | Ma              | Me              | Gi              | Ve              | Sa              | Do              | Lu              | Ma              | Me              | Gi              | Ve              | Sa              | Do              | Lu              | Ma              | Me              | Gi              | Ve              | Sa              | Do              | Lu              | Ma              | Me              | Gi              | Ve              |                 |                 |
| Dicembre        | Sa              | Do              | Lu              | Ma              | Me              | Gi              | Ve              | Sa              | Do              | Lu              | Ma              | Me              | Gi              | Ve              | Sa              | Do              | Lu              | Ma              | Me              | Gi              | Ve              | Sa              | Do              | Lu              | Ma              | Me              | Gi              | Ve              | Sa              | Do              | Lu              |                 |